# Echte Meerschweinchen
Die Echten Meerschweinchen (Cavia) sind eine Säugetiergattung aus der Familie der Meerschweinchen (Caviidae) innerhalb der Ordnung der Nagetiere (Rodentia). Zu den fünf bis acht Arten dieser Gattung zählen das Gemeine Meerschweinchen (C. aperea) und das Hausmeerschweinchen (C. porcellus).

## Merkmale

### Allgemeine Merkmale
Die Echten Meerschweinchen sind mittelgroße Nagetiere. Sie erreichen eine Kopf-Rumpf-Länge von 20 bis 35 Zentimetern und ein Gewicht von 500 bis maximal 1000 Gramm. Die größte Art der Gattung ist dabei das Riesenmeerschweinchen (Cavia magna). Die Arten sind sich in Habitus und Aussehen sehr ähnlich, das lange und relativ raue Fell ist meist gräulich oder braun bis rötlich-braun gefärbt. Die Färbung kann dabei vor allem bei den Arten mit einem großen Verbreitungsgebiet und mehreren Unterarten sehr variabel sein.
Der Kopf ist im Verhältnis zum Körper relativ groß, die Augen sind groß und die Ohren klein. Die Beine sind kurz und kräftig, die Vorderfüße haben vier und die Hinterfüße drei Zehen, die alle in scharfen Krallen enden und von denen der mittlere der längste ist. Alle Arten der Gattung sind zudem schwanzlos.

### Merkmale des Schädels und Gebiss
| 1 | · | 0 | · | 1 | · | 3 | = 20 |
| 1 | · | 0 | · | 1 | · | 3 | = 20 |

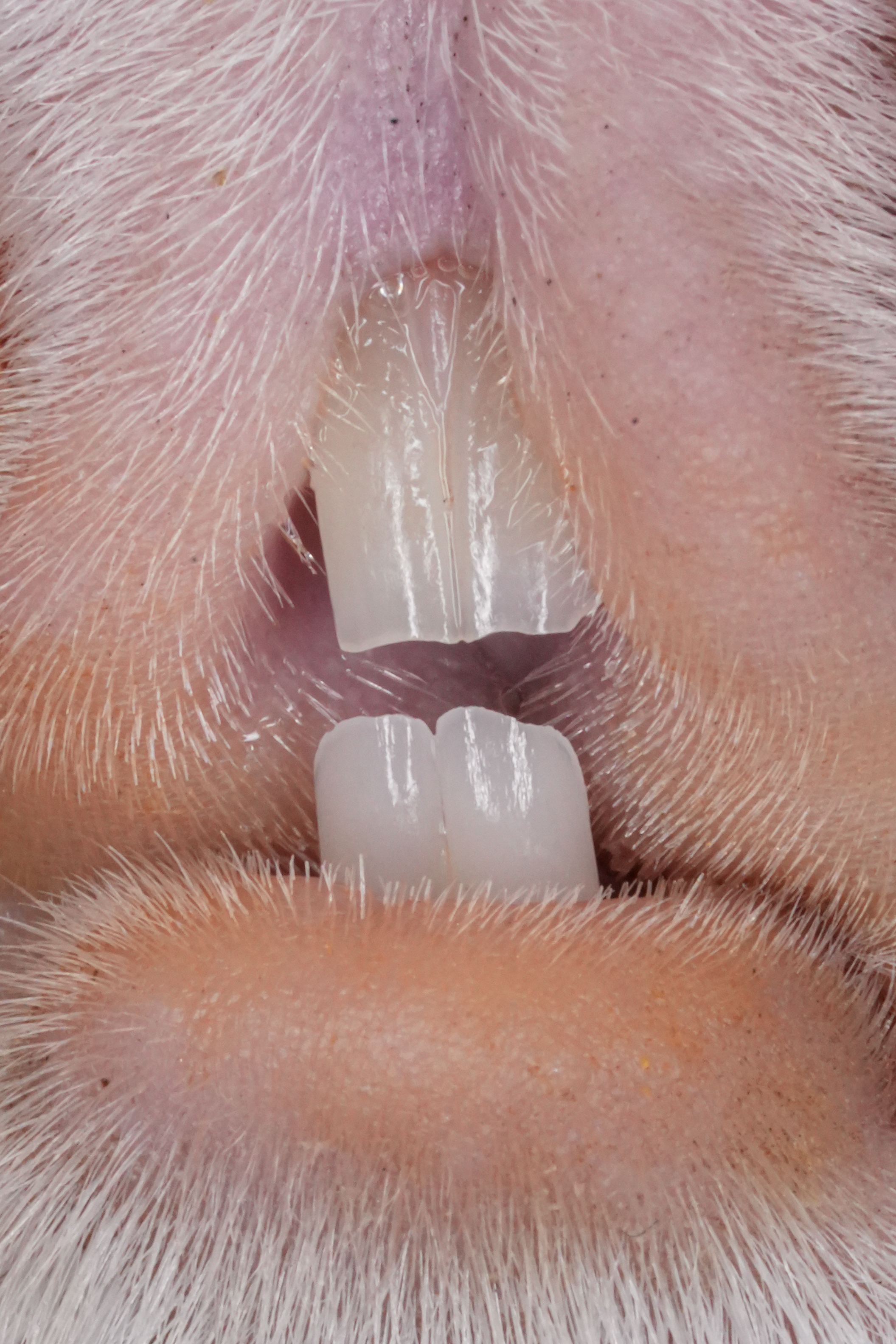
Nagezähne eines Hausmeerschweinchens

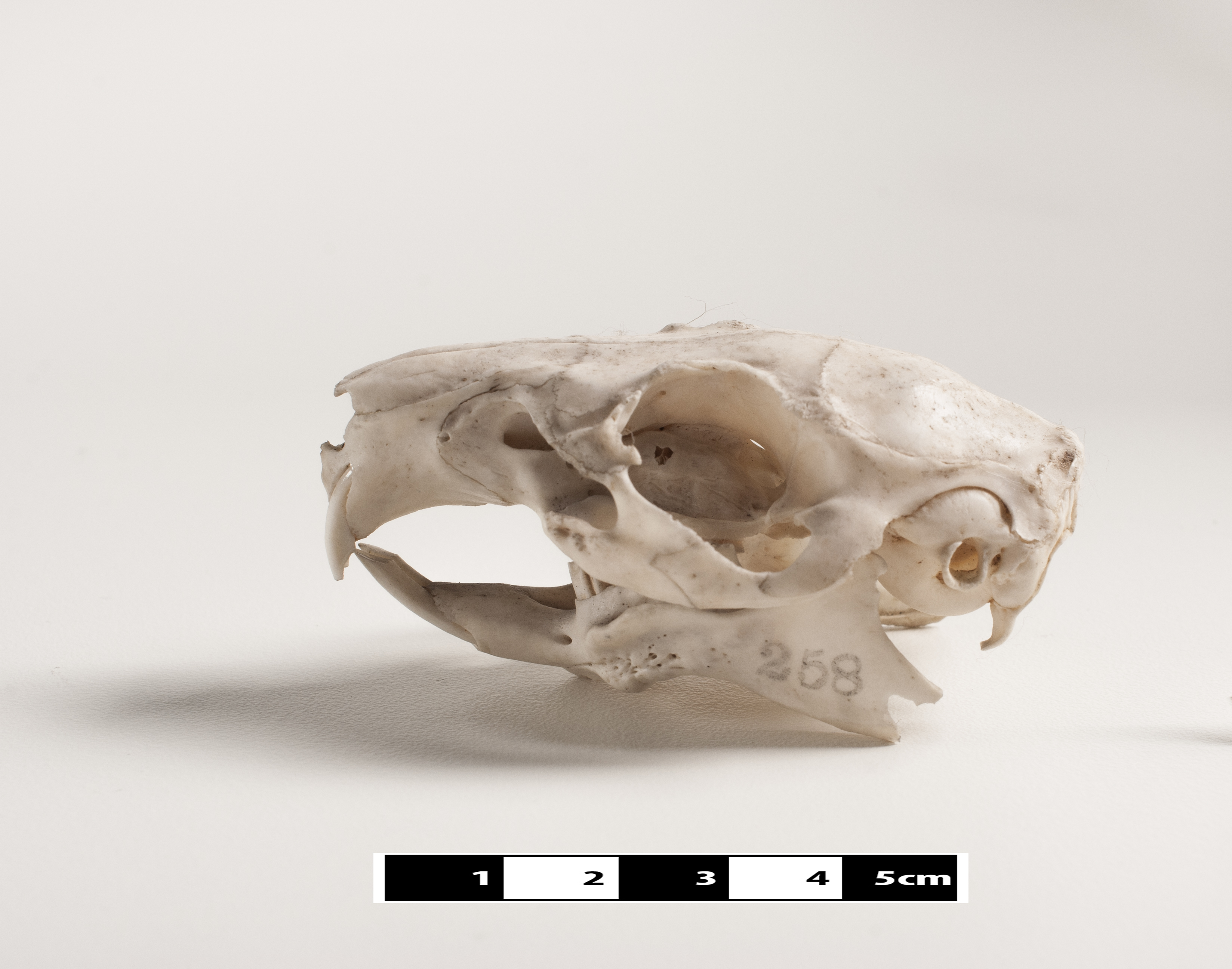
Schädel eines Hausmeerschweinchens

Die Tiere besitzen ein typisches Nagetiergebiss mit zu Nagezähnen umgewandelten Schneidezähnen (Incisivi) und eine darauf folgende Zahnlücke (Diastema). Sowohl im Oberkiefer als auch im Unterkiefer folgen pro Hälfte je ein Prämolar sowie drei Molaren. Insgesamt verfügen die Tiere damit wie alle Meerschweinchen über ein Gebiss aus 20 Zähnen. Die Zähne sind wie bei allen Arten der Meerschweinchen hypsodont und nach vorne zusammenlaufend. Die Zahnkronen sind prismatisch und die Zähne wachsen zeitlebens nach. Die Zähne sind, im Gegensatz zu den Gelbzahnmeerschweinchen (Galea), weiß gefärbt.
Die Kiefer aller Meerschweinchen sind hystricomorph („stachelschweinartig“): Der vom Hinterende des Unterkiefers auswachsende Angularfortsatz steht nicht in einer Linie mit dem Rest des Kiefers, wie es bei anderen Nagetieren mit sciurognathem („hörnchenartigen“) Kieferbau der Fall ist, sondern ist seitlich abgewinkelt. Der Massetermuskel (Musculus masseter medialis), ein Kiefermuskel, verläuft dabei teilweise durch das Foramen infraorbitale („Unteraugenloch“), das entsprechend vergrößert ist, zudem fehlt ihnen wie allen Vertretern der Hystricognathi die Infraorbital-Platte. Die Arten der Echten Meerschweinchen können im Schädelbau als vergleichsweise ursprünglich angesehen werden. Sie besitzen eine nur geringe interorbitale Einschnürung des Schädels, einen verlängerter paroccipitalen Fortsatz des Hinterhauptbeines, einen relativ kurzen harten Gaumen und vergrößerte Paukenhöhlen. Die Schädel der Zwergmeerschweinchen entsprechen denen der Echten Meerschweinchen, sind jedoch deutlich kompakter und abgerundeter als diese.

## Verbreitung

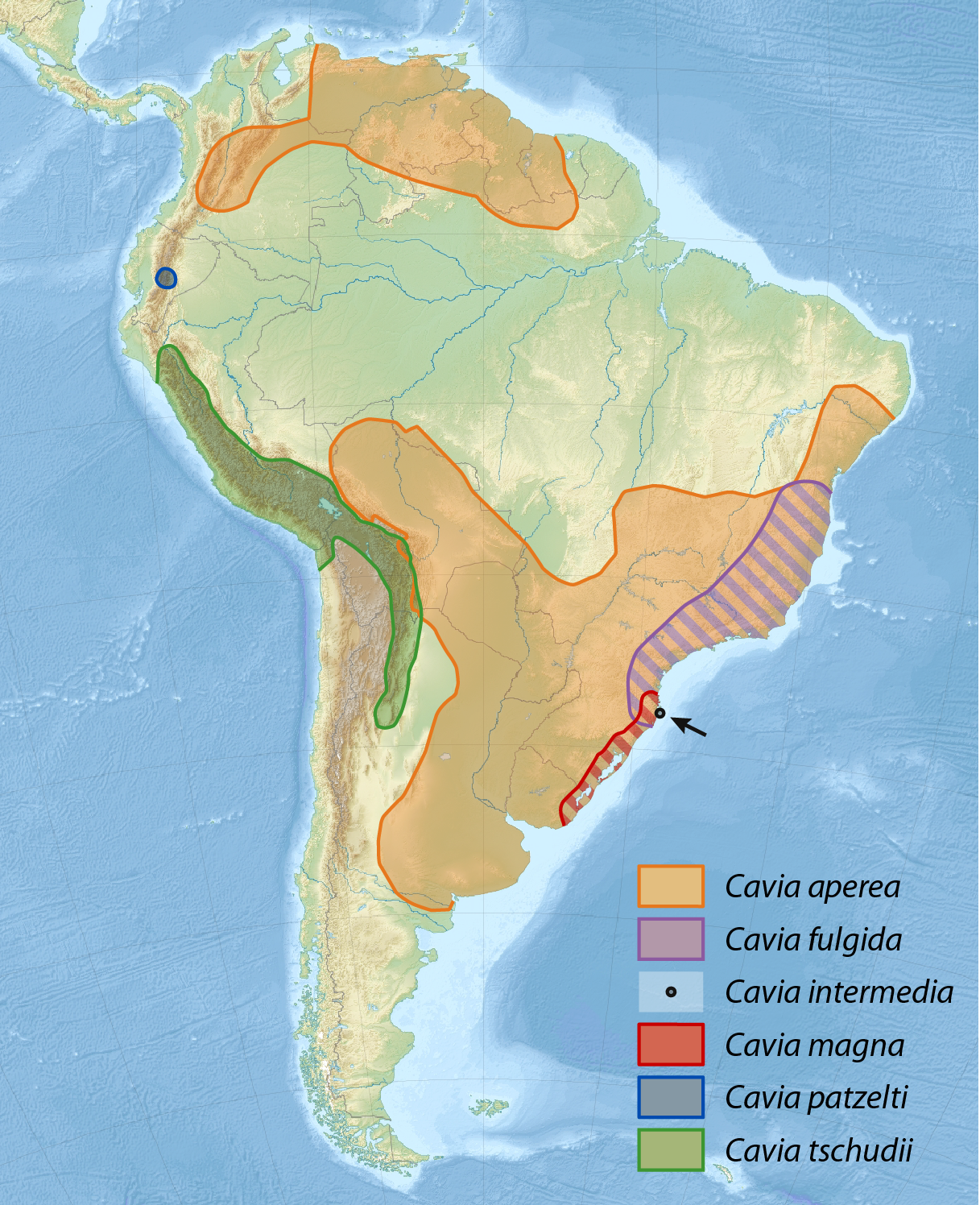
Verbreitungsgebiete der Arten der Echten Meerschweinchen

Echte Meerschweinchen sind in großen Teilen Südamerikas verbreitet, sie fehlen nur im Amazonasbecken und im äußersten Süden des Kontinents. Einige Arten, vor allem das Gemeine Meerschweinchen (Cavia aperea), haben ein sehr großes Verbreitungsgebiet, während etwa das Verbreitungsgebiet des Santa-Catarina-Meerschweinchen (Cavia intermedia) auf eine Insel vor der brasilianischen Küste und das Patzelt-Meerschweinchen (Cavia patzelti) auf ein begrenztes Gebiet im Hochland von Ecuador beschränkt ist. Die Höhenverbreitung reicht vom Meeresspiegelniveau in den Küstengebieten bis in die Hochgebirgsregionen der Anden in Höhen über 4200 Metern.
Durch die Züchtung des Hausmeerschweinchens als Nahrungslieferant und Haustier hat sich ihr Verbreitungsgebiet vergrößert und die domestizierte Form ist fast weltweit als Haustier in von Menschen besiedelten Regionen verbreitet.

## Lebensweise
Diese Tiere leben in einer Reihe von Habitaten, darunter Grasländer, Waldränder, Sumpfgebiete und trockenen Gebirgsregionen. Der primäre Lebensraum sind dabei mittelfeuchte Grasflächen, einige Arten und Unterarten sind jedoch angepasst an Feucht- und Sumpfgebiete, während andere in trockenen Hanglagen leben.
Sie sind dämmerungsaktive Tiere, die als Unterschlupf selbst gegrabene Baue oder natürliche Höhlen bevorzugen. (Daher leitet sich auch ihr wissenschaftlicher Name, Cavia, ab.) Sie leben in Gruppen von fünf bis zehn Tieren zusammen, die sich oft zu größeren Übergruppen zusammenschließen. In der Gruppe entwickelt jedes Geschlecht eine eigene Rangordnung, die durch Kämpfe etabliert wird.

### Ernährung

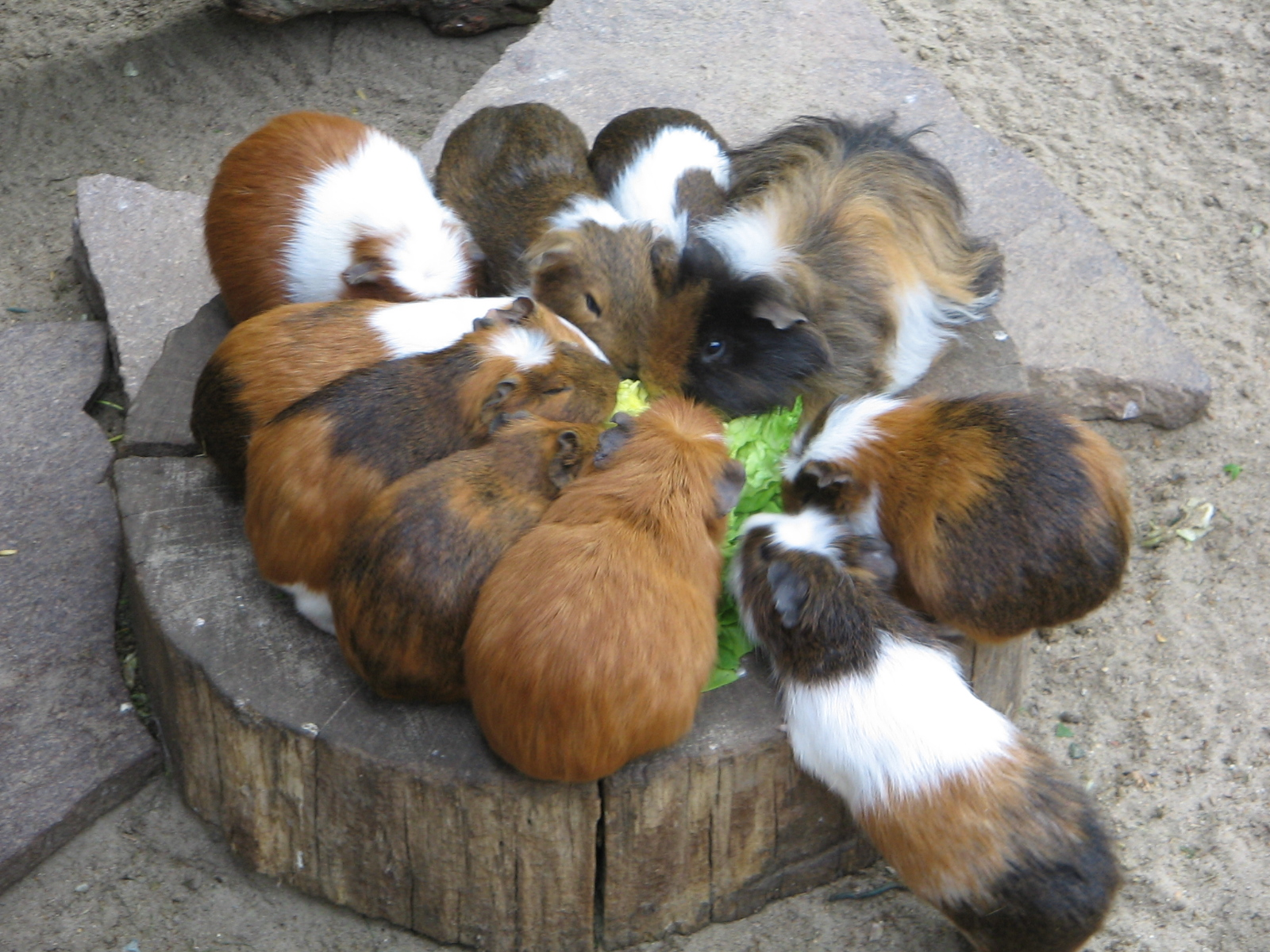
Hausmeerschweinchen (Cavia porcellus)

Meerschweinchen sind Pflanzenfresser, die sich je nach Lebensraum von einer Vielzahl von Pflanzen, hauptsächlich Gräsern ernähren. Sie sind wie Menschen auf Vitamin C in der Nahrung angewiesen und entwickeln bei Vitamin-C-Mangel Skorbut. Eine weitere Besonderheit ist das lebenswichtige Fressen des Blinddarmkotes. Diese relativ weichen Kotballen werden ausgeschieden und gleich wieder aufgenommen, weil sie wichtige Bakterien enthalten, welche der Aufrechterhaltung der Darmflora dienen. Daneben deckt der Blinddarmkot den gesamten Vitamin-B-Bedarf und Großteile des Vitamin-K-Bedarfs.

### Fortpflanzung
Echte Meerschweinchen können sich das ganze Jahr über fortpflanzen, die Mehrzahl der Geburten liegt allerdings im Frühling. Die Tragzeit liegt zwischen 56 und 74 Tagen, die Wurfgröße in freier Wildbahn zwischen eins und fünf, beim Hausmeerschweinchen hingegen manchmal mehr. Die Neugeborenen sind Nestflüchter, die am ersten Lebenstag laufen und feste Nahrung zu sich nehmen können. Nach drei Wochen werden sie entwöhnt; Weibchen werden nach zwei Monaten und Männchen nach vier bis fünf Wochen (oder 300 g) geschlechtsreif. In menschlicher Obhut kann ihr Lebensalter acht Jahre betragen.

## Systematik
Die Gattung Cavia wurde 1766 von Peter Simon Pallas beschrieben und etabliert. Als Typus nutzte er dabei das gleichzeitig von ihm als Cavia cobaya beschriebene  Art, die später mit Linnés Mus porcellus synonymisiert wurde und dem heutigen Hausmeerschweinchen (Cavia porcellus) entspricht. Gemeinsam mit den Gelbzahnmeerschweinchen (Galea) und den Zwergmeerschweinchen (Microcavia) bilden die Echten Meerschweinchen das Taxon der Eigentlichen Meerschweinchen (Caviinae), das den Hydrochoerinae mit den Capybaras und der Gattung Kerodon sowie den Pampashasen (Dolichotinae) gegenübergestellt wird.
Sowohl das Tschudi-Meerschweinchen (Cavia tschudii) wie auch das dem domestizierte Hausmeerschweinchen wurden teilweise dem Gemeinen Meerschweinchen (Cavia aperea) als Form oder Unterart zugeordnet, gelten heute jedoch beide als eigenständige Arten. Auf der Basis molekularbiologischer und zytogenetischer Merkmale wurde eine enge Verwandtschaft zwischen dem Tschudi-Meerschweinchen und dem Hausmeerschweinchen festgestellt, wodurch das Tschudi-Meerschweinchen als wahrscheinliche Schwesterart des Hausmeerschweinchens und damit zugleich als Ursprungsform für die Domestizierung betrachtet wird. Auch das Patzelt-Meerschweinchen (Cavia patzelti) wurde bei Wilson & Reeder 2005 als Unterart des Gemeinen Meerschweinchens eingeordnet, aufgrund molekularbiologischer Merkmale wird es heute jedoch als eigenständig betrachtet. Dabei ist es wahrscheinlich die Schwesterart des Gemeinen Meerschweinchens.
Die Zoologen Jonathan L. Dunnum und Jorge Salazar-Bravo veröffentlichten im Jahr 2010 eine Revision der Verwandtschaftsverhältnisse innerhalb der Gattung Cavia und stellten die Arten auch in ein phylogenetisches Verhältnis zueinander. Dabei wurde als ursprünglichste Art der Gattung das Riesenmeerschweinchen (Cavia magna) identifiziert. Von den verbleibenden Arten bilden jeweils das Gemeine Meerschweinchen und das Patzelt-Meerschweinchen sowie das Tschudi-Meerschweinchen und das Glanzmeerschweinchen (Cavia fulgida) jeweils einzelne Taxa und das Hausmeerschweinchen wurde dem Tschudi-Meerschweinchen zugeordnet. Das Santa-Catarina-Meerschweinchen (Cavia intermedia) wurde in dieser Arbeit nicht berücksichtigt, 2016 ordnete es Thomas E. Lacher, Jr. als Schwesterart des Riesenmeerschweinchens ein und stellte diese dem Taxon aus den restlichen Arten mit dem Gemeinen Meerschweinchen als ursprünglichster Art gegenüber.
Aktuell werden innerhalb der Gattung sechs Arten unterschieden.
- Gemeines Meerschweinchen (Cavia aperea Erxleben, 1777) – Kolumbien, Ecuador, Venezuela, Guyanas, Brasilien, nördliches Argentinien, Uruguay, Paraguay
- Tschudi-Meerschweinchen (Cavia tschudii Fitzinger, 1857) – Peru, südliches Bolivien, nordwestliches Argentinien, nördliches Chile
- Patzelt-Meerschweinchen (Cavia patzelti Schliemann, 1982) – nur nachgewiesen in Ecuador
- Glanzmeerschweinchen (Cavia fulgida Wagler, 1831) – östliches Brasilien
- Riesenmeerschweinchen (Cavia magna Ximénez, 1980) – Uruguay, Brasilien
- Santa-Catarina-Meerschweinchen (Cavia intermedia Cherem, Olimpio & Ximénez, 1999) – nur bekannt von dem Archipel Moleques do Sul vor dem südlichen Brasilien

Das Hausmeerschweinchen (Cavia porcellus (Linnaeus, 1758)) wird ebenfalls als eigene Art betrachtet. Es handelt sich um eine Haustierform des Meerschweinchens und kommt möglicherweise verwildert im nördlichen Südamerika vor.

## Stammesgeschichte
Fossilfunde von Vertretern der Gattung reichen vom späten Pliozän bis in das mittlere Pleistozän oder das Holozän. So beschrieben Verzi und Quintana 2005 die fossile Cavia-Art Cavia galileoi aus dem späten Pliozän vor etwa 2,5 Millionen Jahren als älteste bekannte Art der Gattung. Die Fossilien stammen dabei aus der San-Andrés-Formation nahe der argentinischen Hauptstadt Buenos Aires.
Molekularbiologische Daten deuten darauf hin, dass die Gattung seit dem Übergang des Miozän in das Pliozän vor mehr als 5 Millionen Jahren existiert und sich zu dieser Zeit von den anderen Gattungen getrennt hat.
Die ältesten archäologische Funde von Meerschweinchen im Bereich menschlicher Siedlungen sind etwa 9000 Jahre alt, wobei man davon ausgeht, dass sie vor 4500 bis 7000 Jahren domestiziert wurden.

## Forschungsgeschichte

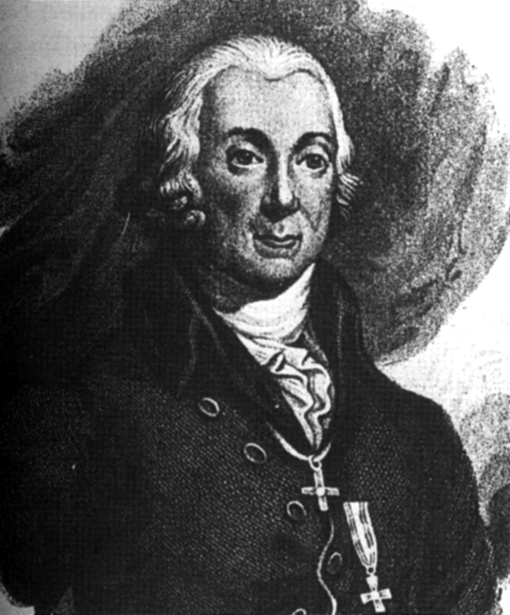
Peter Simon Pallas

In seinem Werk Miscellanea zoologica veröffentlichte Peter Simon Pallas eine wissenschaftliche Erstbeschreibung des Klippschliefers und wählte für diesen den Namen Cavia capensis. Er verglich darin den Klippschliefer mit dem als Cavia cobaya bezeichneten Hausmeerschweinchen, den Agutis und den Capybaras und ordnete den in Afrika vorkommenden Klippschliefer den südamerikanischen Meerschweinchen innerhalb der Nager zu. Den Namen Cavia hatte Pallas von Jacob Theodor Klein übernommen, der die Gattungsbezeichnung bereits 1751 für die südamerikanischen Meerschweinchen gebrauchte und sich seinerseits auf ein Werk zur Naturgeschichte Brasiliens von Georg Marggraf aus dem Jahr 1648 als Quelle bezog. Der schwedische Naturforscher Carl von Linné beschrieb das Hausmeerschweinchen in der zehnten Auflage seiner Systema Naturae von 1758 als Mus porcellus und bezog sich dabei ebenfalls auf Marggraf (als Marcgraf). Da sich die moderne Nomenklatur der Zoologie auf dieses Werk bezieht und gültige wissenschaftliche Namen damit erst ab 1758 vergeben wurden, wurde Pallas Erstautor für die Gattung Cavia und Linné für die daraus resultierende Artbenennung Cavia porcellus.

## Echte Meerschweinchen und Menschen
Meerschweinchen sind ursprünglich wegen ihres Fleisches domestiziert worden und werden in einigen südamerikanischen Andenstaaten wie z. B. Peru noch immer gerne als Nutztiere zum Verzehr gehalten. Sie gelten dort als beliebte Grilldelikatesse und schmecken wie eine Kombination aus Kaninchen- und dunklem Hühnerfleisch. Das nahrhafte Fleisch hat einen Proteingehalt von ca. 21 % und dabei nur einen Fettanteil von 8 %. Besonders im Andenhochland sind sie eine bedeutende Proteinquelle und schon lange ein fester Bestandteil der traditionellen Volksmedizin; dem Verzehr von Meerschweinchen wird in Peru nachgesagt, Krankheiten zu heilen und Glück zu bringen.

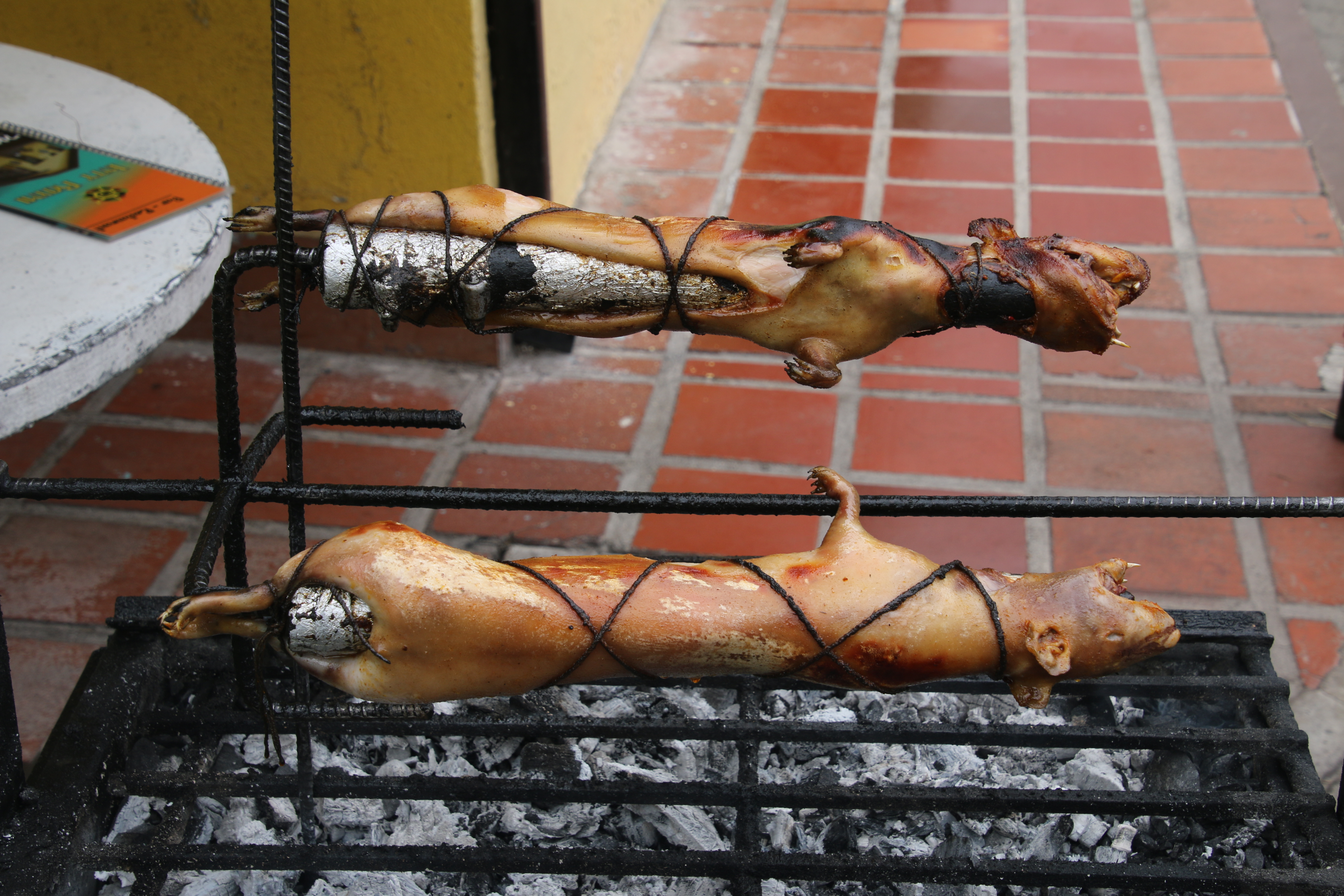
Meerschweinchen auf dem Grill (Ecuador)

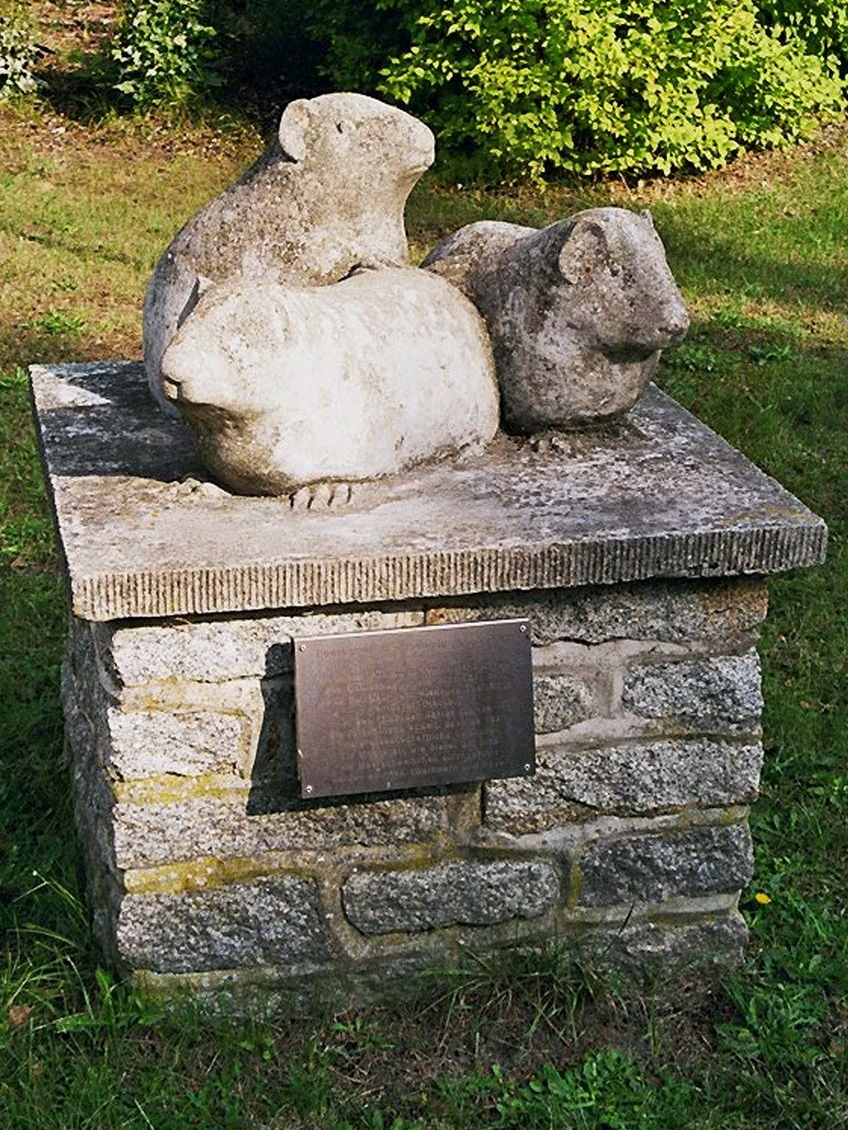
Das Riemser Meerschweinchendenkmal erinnert an deren Einsatz als Versuchstiere am Friedrich-Loeffler-Institut bei der Erforschung der Maul- und Klauenseuche seit den 1920er Jahren.

Die Meerschweinchen sind in diesen Ländern als Nutztiere auch deshalb so beliebt, weil ihre Haltung im Vergleich zu anderen fleischgebenden Haustieren nur wenig Platz benötigt und sie sich zusätzlich sehr schnell vermehren. Diese Tatsache ist besonders in städtischer Umgebung für die Menschen ein großer Vorteil. Allein in Peru werden pro Jahr ca. 65 Millionen Meerschweinchen verzehrt und sie sind dort auch schon seit langem ein fester Bestandteil der Esskultur. So zeigt ein berühmtes Gemälde des letzten Abendmahls in der Hauptkathedrale von Cusco Christus und die zwölf Apostel beim Verzehr von Meerschweinchen.
Meerschweinchen werden manchmal für Tierversuche eingesetzt. Das englische Wort für Meerschweinchen guinea pig bzw. das italienische cavia ist gleichbedeutend mit dem deutschen „Versuchskaninchen“.

## Belege
1. 1 2 3 4 5 6 7  
„Morphological Aspects“ In: Thomas E. Lacher, Jr.: Family Caviidae In: Don E. Wilson, T.E. Lacher, Jr., Russell A. Mittermeier (Herausgeber): Handbook of the Mammals of the World: Lagomorphs and Rodents 1. (HMW, Band 6) Lynx Edicions, Barcelona 2016, S. 406–407.
2. 1 2 3 4 5 6 7  
Jonathan L. Dunnum: Genus Cavia Pallas, 1766 In: James L. Patton, Ulyses F.J. Pardinas, Guillermo D’Elía (Hrsg.): Mammals of South America, Volume 2 – Rodents. The University of Chicago Press, Chicago 2015; S. 691–704, hier 691–692. ISBN 978-0-226-16957-6.
3. 1 2 3 4  
Systematics. In: Thomas E. Lacher, Jr.: Family Caviidae In: Don E. Wilson, T.E. Lacher, Jr., Russell A. Mittermeier (Herausgeber): Handbook of the Mammals of the World: Lagomorphs and Rodents 1. (HMW, Band 6) Lynx Edicions, Barcelona 2016, S. 406–407. ISBN 978-84-941892-3-4.
4. ↑  
Diane L. Rowe, Rodney L. Honeycutt: Phylogenetic Relationships, Ecological Correlates, and Molecular Evolution Within the Cavioidea (Mammalia, Rodentia). Molecular Biology and Evolution 19 (3), 2002; S. 263–277. (Volltext)
5. 1 2  
Peter Simon Pallas: Miscellanea zoologica. Den Haag, 1766, S. 1–224 (S. 30–47) (biodiversitylibrary.org).
6. 1 2 3  
Cavia. In: Don E. Wilson, DeeAnn M. Reeder (Hrsg.): Mammal Species of the World. A taxonomic and geographic Reference. 2 Bände. 3. Auflage. Johns Hopkins University Press, Baltimore MD 2005, ISBN 0-8018-8221-4.
7. ↑  
Ángel Enrique Spotorno, John Pablo Valladares, Juan C. Marín, Horacio Zeballos: Molecular diversity among domestic guinea-pigs (Cavia porcellus) and their close phylogenetic relationship with the Andean wild species Cavia tschudii. Revista Chilena de Historia Natural 77 (2), Juni 2004; S. 243–250. doi:10.4067/S0716-078X2004000200004.
8. 1 2 3 4 5 6  
Jonathan L. Dunnum, Jorge Salazar-Bravo: Molecular systematics, taxonomy and biogeography of the genus Cavia (Rodentia: Caviidae). Journal of Zoological Systematics and Evolutionary Research 48 (4), 2010; S. 376–388. doi:10.1111/j.1439-0469.2009.00561.x
9. ↑  
Laura I. Walker, Miguel A. Soto, Ángel E. Spotorno: Similarities and differences among the chromosomes of the wild guinea pig Cavia tschudii and the domestic guinea pig Cavia porcellus (Rodentia, Caviidae). Comparative Cytogenetics 8(2), 2004: S 153–167. doi:10.3897/CompCytogen.v8i2.7509.
10. ↑  
Jonathan L. Dunnum: Cavia patzelti Schuhmann, 1982 In: James L. Patton, Ulyses F.J. Pardinas, Guillermo D’Elía (Hrsg.): Mammals of South America, Volume 2 – Rodents. The University of Chicago Press, Chicago 2015; S. 699. ISBN 978-0-226-16957-6.
11. 1 2  
Caviinae, Genus Cavia. In: Thomas E. Lacher, Jr.: Family Caviidae In: Don E. Wilson, T.E. Lacher, Jr., Russell A. Mittermeier (Herausgeber): Handbook of the Mammals of the World: Lagomorphs and Rodents 1. (HMW, Band 6) Lynx Edicions, Barcelona 2016, S. 433–434. ISBN 978-84-941892-3-4.
12. ↑  
Diego H. Verzi, Carlos A. Quintana: The caviomorph rodents from the San Andrés Formation, east-central Argentina, and global Late Pliocene climatic change. Palaeogeography, Palaeoclimatology, Palaeoecology 219 (3–4), 18. April 2005; S. 303–320, hier 305–308. doi:10.1016/j.palaeo.2005.01.003
13. ↑  
Willem Piso und Georg Marggraf: Historia Rerum Naturalis Brasiliae. Leiden und Amsterdam 1648, S. 224 (biodiversitylibrary.org).
14. ↑  
Jacob Theodor Klein: Quadrupedum dispositio brevisque historia naturalis. Leipzig, 1751, S. 1–128 (S. 49) (biodiversitylibrary.org).
15. ↑  Martin Morales: Ceviche – Peruanische Küche. Fackelträger Verlag, Köln 2014, ISBN 978-3-7716-4551-9, S. 111.
16. ↑  Deutschlandradio Kultur / Ana Radic: Meerschweinchen zum Abendmahl; eingesehen am 9. April 2013